# Марвин, или прекрасное воспитание
«Марвин, или прекрасное воспитание» (фр. Marvin ou la Belle Éducation) — французский драматический фильм 2017 года, поставленный режиссёром Анн Фонтен. Фильм является вольной адаптацией автобиографического бестселлера французского писателя Эдуара Луи «En finir avec Eddy Bellegueule». Мировая премьера ленты состоялась 3 сентября 2017 года на 74-м Венецианском международном кинофестивале, где она получила приз «Голубой лев».

## Сюжет
Мартен Клеман, который родился как Марвин Бижу, сбежал из маленького села в Вогезы. Он сбежал из своей семьи, от тирании отца и покорности матери. Убежал от нетерпимости и неприятия, запугивания, которому он подвергался всеми, что сделало его «другим». И вопреки всему этому, он все-таки находит союзников. Во-первых, это Мадлен Клеман, директор колледжа, которая открыла для него театр, и чье имя он возьмет, как символ своего спасения. А еще Абель Пинто, доброжелательная модель, которая побуждает его рассказать всю свою историю на сцене. Марвин-Мартин решится на все риски для создания этого шоу, которое, помимо успеха, завершит его превращение.

## В ролях
- Финнегэн Олдфилд — Марвин Бижу / Мартен Клеман
- Грегори Гадебуа — Дани Бижу
- Венсан Макен — Абель Пинто
- Катрин Сали — Одиль Бижу
- Жюль Порье — юный Марвин
- Катрин Муше — Мадлен Клеман
- Шарль Берлен — Ролан
- Изабель Юппер — в роли самой себя
- Шариф Андура — Пьер
- Индия Хайр[фр.] — Ванесса
- Сесиль Реббоа — мадам Каролюс

## Награды и номинации
Венецианский кинофестиваль-2017
- Выдвижение на лучший фильм в программе «Горизонты» — Анн Фонтен[7]
- Премия «Голубой лев» — Анн Фонтен[8]

Премия «Сезар»-2018
- Самый многообещающий актёр — Финнегэн Олдфилд (номинация)[9]

Премия «Люмьер»-2018
- Самый многообещающий актёр — Финнегэн Олдфилд (номинация)[10]